# غريغوري شترن
غريغوري ميخائيلوفيتش شترن (بالروسية: Григорий Михайлович Штерн؛ 6 أغسطس [أو 24 يوليو] 1900 - 28 أكتوبر 1941) كان عسكريًا سوفيتيًا في الجيش الأحمر ومستشارًا عسكريًا خلال الحرب الأهلية الإسبانية. كما خدم بكفاءة خلال حروب الحدود السوفيتية اليابانية وحرب الشتاء. اتهمته السلطات السوفيتية بالخيانة وحكم عليه بالإعدام رميًا بالرصاص خلال حملة التطهير العسكري لستالين في 1941.

## وصلات خارجية
- warheroes.ru
- vestnik.com
- militera.lib.ru
- khasan-district.narod.ru